# لخوتیتسه
لخوتیتسه (به چکی: Lechotice) یک منطقهٔ مسکونی در جمهوری چک است که در ناحیه کرومیریژ واقع شده‌است. لخوتیتسه ۴٫۹۲ کیلومتر مربع مساحت و ۳۸۷ نفر جمعیت دارد و ۲۲۴ متر بالاتر از سطح دریا واقع شده‌است.